# أنطونيو مانويل رينا
أنطونيو مانويل رينا (بالإسبانية: Antonio Manuel Reina Ballesteros) هو عداء سريع إسباني، ولد في 13 يونيو 1981 في أشونة في إسبانيا.

## وصلات خارجية
- الموقع الرسمي
- أنطونيو مانويل رينا على موقع الاتحاد الدولي لألعاب القوى (الإنجليزية)
- أنطونيو مانويل رينا على موقع الاتحاد الأوروبي لألعاب القوى (الإنجليزية)
- أنطونيو مانويل رينا على موقع الدوري الماسي (الإنجليزية)
- أنطونيو مانويل رينا على موقع أوليمبيديا (الإنجليزية)